# Hondroitinska B lijaza
Hondroitinska B lijaza (EC 4.2.2.19, hondroitinaza B, ChonB, ChnB) je enzim sa sistematskim imenom hondroitin B lijaza. Ovaj enzim katalizuje sledeću hemijsku reakciju
Eliminativno razlaganje dermatan sulfata koji sadrži (1->4)-beta-D-heksozaminil i (1->3)-beta-D-glukurozonil ili (1->3)-alfa-L-iduronozil veze do disaharida koji sadrže 4-dezoksi-beta-D-gluk-4-enuronozil grupe čime se formira 4,5-nezasićeni dermatan-sulfatni disaharid (DeltaUA-GalNAc-4S).
Ovaj enzim je jedina lijaza koja je specifična za dermatan sulfat kao supstrat.

## Literatura
- Nicholas C. Price; Lewis Stevens (1999). Fundamentals of Enzymology: The Cell and Molecular Biology of Catalytic Proteins (Third изд.). USA: Oxford University Press. ISBN 019850229X.
- Eric J. Toone (2006). Advances in Enzymology and Related Areas of Molecular Biology, Protein Evolution (Volume 75 изд.). Wiley-Interscience. ISBN 0471205036.
- Branden C; Tooze J. Introduction to Protein Structure. New York, NY: Garland Publishing. ISBN 0-8153-2305-0.
- Irwin H. Segel. Enzyme Kinetics: Behavior and Analysis of Rapid Equilibrium and Steady-State Enzyme Systems (Book 44 изд.). Wiley Classics Library. ISBN 0471303097.

## Spoljašnje veze
- Chondroitin+B+lyase на 